# Mongefossen
Mongefossen er et vandfald i Mongeelva beliggende mellem Fladmark og Marstein i Rauma kommune i Møre og Romsdal fylke i Norge. Total faldhøjde er 773 meter hvoraf 300 regnes som tilnærmelsesvist frit fald. Floden er reguleret til vandkraft i Grytten kraftverk, og der er kun meget vand i fossen i forbindelse med store tøbrud eller meget nedbør.
Fossen regnes som en af verdens højeste. Der er flere tolkninger af hvordan den totale højde skal beregnes, men 773 meter er det som normalt opgives. Fossen ligger tæt ved Raumabanen og skal være det højeste vandfald som kan ses fra en jernbanelinje.

## Eksterne kilder og henvisninger
- World Waterfall database
- billede
- Norges Høyeste fosser ihht NVE